# Gatis Smukulis
Gatis Smukulis (Valka, 15 aprile 1987) è un ex ciclista su strada lettone, professionista dal 2009 al 2018 e plurivincitore di titoli nazionali a cronometro e in linea.

## Carriera
Nel 2005, appena diciottenne, si classifica secondo nella gara in linea dei campionati lettoni Elite, battuto dal solo Aleksejs Saramotins. Nel 2007 viene messo sotto contratto dal Vélo Club La Pomme Marseille: nel 2008 vince il Giro delle Fiandre Under-23, la Boucles du Sud Ardèche e, come già nel 2006, il titolo nazionale Under-23; partecipa inoltre alla prova in linea dei Giochi olimpici di Pechino.
Passa professionista all'inizio del 2009 con la squadra francese AG2R La Mondiale. Nel giugno 2010 conclude al secondo posto il campionato nazionale in linea, anticipato ancora da Aleksejs Saramotins. Due mesi dopo alla Vattenfall Cyclassics va in fuga per 203 km assieme a Trusov e Anthony Geslin ma il gruppo lo riprende.
Nella stagione 2011 gareggia con la divisa del team HTC-Highroad. Con questa squadra ottiene, in marzo, il primo successo da professionista, aggiudicandosi la prima tappa della Volta Ciclista a Catalunya. Nel prosieguo di stagione vince anche per la prima volta il titolo nazionale a cronometro. Nel 2012 passa alla Katusha, confermandosi campione lettone a cronometro; nello stesso anno prende parte al Giro d'Italia e alla Vuelta a España.

## Palmarès
- 2005 (Juniores)

Trofeo Karlsberg
1ª tappa Giro di Basilicata
Classifica generale Giro di Basilicata
2ª tappa Kroz Istru
Classifica generale Kroz Istru
- 2006 (Lotus-MBK-U.C. Sud Luberon Under-23)

Campionati lettoni, Prova in linea Under-23
Campionati lettoni, Prova a cronometro Under-23
- 2007 (Vélo Club La Pomme Marseille Under-23)

Riga Grand Prix
Classifica generale Grand Prix Tell
Classifica generale Cinturó de l'Empordà
- 2008 (Vélo Club La Pomme Marseille Under-23)

Campionati lettoni, Prova a cronometro Under-23
Giro delle Fiandre Under-23
Les Boucles du Sud Ardèche
Bordeaux-Saintes
1ª tappa Ronde de l'Isard d'Ariège
- 2011 (HTC-Highroad, due vittorie)

1ª tappa Volta Ciclista a Catalunya (Lloret de Mar)
Campionati lettoni, Prova a cronometro
- 2012 (Katusha Team, una vittoria)

Campionati lettoni, Prova a cronometro
- 2013 (Team Katusha, una vittoria)

Campionati lettoni, Prova a cronometro
- 2014 (Team Katusha, una vittoria)

Campionati lettoni, Prova a cronometro
- 2015 (Team Katusha, una vittoria)

Campionati lettoni, Prova a cronometro
- 2016 (Team Katusha, due vittorie)

Campionati lettoni, Prova in linea
Campionati lettoni, Prova a cronometro

### Altri successi
- 2010 (AG2R La Mondiale)

Premio combattività Tour of Oman

## Piazzamenti

### Grandi Giri
- Giro d'Italia

2012: 84º
- Tour de France

2013: 119º
2014: 100º
2017: 100º
- Vuelta a España

2012: 117º
2015: 146º
2016: 83º

### Classiche monumento
- Milano-Sanremo

2014: ritirato
2015: ritirato
2016: 81º
- Giro delle Fiandre

2014: ritirato
2016: 54º
- Parigi-Roubaix

2013: ritirato
2014: 86º
2015: ritirato
2016: ritirato
2017: ritirato
2018: 75º

### Competizioni mondiali
- Campionati del mondo

Varese 2008 - Cronometro Under-23: 22º
Varese 2008 - In linea Under-23: ritirato
Limburgo 2012 - Cronosquadre: 7º
Limburgo 2012 - Cronometro Elite: 43º
Limburgo 2012 - In linea Elite: 51º
Ponferrada 2014 - Cronosquadre: 13º
Ponferrada 2014 - Cronometro Elite: 47º
Ponferrada 2014 - In linea Elite: ritirato
Richmond 2015 - Cronosquadre: 18º
Richmond 2015 - Cronometro Elite: 28º
Richmond 2015 - In linea Elite: 110º
Doha 2016 - Cronosquadre: 9º
Doha 2016 - Cronometro Elite: 21º
- Giochi olimpici

Pechino 2008 - In linea: 68º